# Омрасьшор
Омрасьшор (устар. Омрась-Шор) — река в Берёзовском районе Ханты-Мансийского автономного округа. Устье реки находится в 65 км по левому берегу реки Народа. Длина реки составляет 12 км. В 1 км от устья, по правому берегу реки впадает река Сараншор.

## Данные водного реестра
По данным государственного водного реестра России относится к Нижнеобскому бассейновому округу, водохозяйственный участок реки — Северная Сосьва, речной подбассейн реки — Северная Сосьва. Речной бассейн реки — (Нижняя) Обь от впадения Иртыша.